# Lijst van Duitse termen uit de Tweede Wereldoorlog
Dit is een lijst van Duitse woorden, termen, concepten, leuzen, codenamen die werden gebruikt voor of tijdens de Tweede Wereldoorlog.

## A
- Abgeschossen – neergeschoten; vernietigd.
- Abfahren – wegrijden. Opstijgen; term van Duitse jachtpiloten.
- Abschn – zie Abschnitt.
- Abschnitt – sector, district, sectie.
- Abt – zie Abteilung.
- Abtlg – zie Abteilung.
- Abteilung – Afdeling, bataljon, departement.
- Abwehr – Duitse geheime dienst tijdens de Tweede Wereldoorlog geleid door Admiraal Wilhelm Canaris.
- Abzählen – aftellen voor het afstemmen van een radio; term van Duitse jachtpiloten.
- Abzeichen – kenteken; schouderteken met militaire rang, aanstelling of onderscheiding.
- Achse – codenaam voor Duitse bezetting in Italië op 8 september 1943. Zie ook Alarich.
- Adler – codenaam voor Duitse anti-partizanenoperatie bij Chechevichi in Wit-Rusland op 20 juli 1942.
- Adler – codenaam voor Duitse anti-partizanenoperatie aan de Kroatische kust in 1943.
- Adler – fabrikant van legervoertuigen gelegen te Frankfurt.
- Adlertag – codenaam voor een Duitse grootschalige luchtaanval op Engeland op 15 september 1940. Zie ook Slag om Engeland, hoofdstuk "Deel 2: Operatie Adelaar..."
- Afrikakorps - Duitse eenheden in de campagne in Noord-Afrika.
- Aggregat-4 (A4) – De officiële naam voor de V2-raket.
- AGR – zie Arbeitsgemeinschaft Rotterdam.
- AGRU-Front – Technische Ausbildungsgruppe für Front-U-Boote – technisch opleidingscentrum voor gevechtsduikboten.
- Aida – codenaam voor Duits offensief juni en juli 1942 tegen het Britse 8ste leger in Noord-Afrika.
- Alarich – codenaam voor een Duits plan uit 1943 om bij Italiaanse overgave, Italië te bezetten. Op 8 augustus 1943 werd de naam gewijzigd in Achse.
- Alfa – codenaam voor Duitse anti-partizanenoperatie in Joegoslavië van 5 tot 11 oktober 1942, uitgevoerd door Italiaanse en Kroatische troepen.
- Allgemeine-SS – algemene organisatie van de Schutzstaffel met voltijdse, halftijdse of ereleden.
- Alkett – fabrikant van legervoertuigen gelegen te Berlijn.
- Alles beim Alten – situatie is onveranderd. Het weer is onveranderd; term van Duitse jachtpiloten.
- Alte – oud, oude.
- Alte Hasen – Oude Rotten; uitdrukking voor militaire veteranen die zware gevechten hebben overleefd.
- Alpenveilchen – codenaam voor een Duits plan om het belegerde Italiaanse leger te hulp te schieten in de Italiaans-Griekse oorlog op de Balkan in 1941.
- Amt I – afdeling Personeel en Organisatie van het Reichssicherheitshauptamt (RSHA) geleid door SS-Brigadeführer Bruno Streckenbach.
- Amt II – afdeling Administratie, Recht en Financiën van het (RSHA) geleid door SS-kolonel Dr. Nockemann.
- Amt III – afdeling Inland-SD van het RSHA geleid door Otto Ohlendorf. Zie ook Inland-SD.
- Amt IV – afdeling Gestapo van het RSHA geleid door Heinrich Müller. Adolf Eichmann, de uitvoerder van vele jodendeportaties, zat ook in Amt IV.
- Amt V – afdeling Kriminalpolizei van het RSHA geleid door Arthur Nebe. Dit was de politieafdeling die de niet-politieke misdrijven behandelde.
- Amt VI – afdeling Ausland-SD van het RSHA eerst geleid door Heinz Jost, en later door Walter Schellenberg. Dit was de buitenlandse veiligheidsdienst van de SS. In 1944 werden de meeste cellen van de Abwehr (militaire inlichtingen) bij Amt VI gevoegd.
- Amt VII – afdeling Geschreven Archieven van het RSHA geleid door Professor Franz Six. Deze afdeling was verantwoordelijk voor "ideologische taken", waarmee de antisemitische propaganda werd bedoeld.
- Amt – kantoor, afdeling, departement, lokaal hoofdkwartier.
- Amt Mil – geheime dienst van het leger die de Abwehr opvolgde.
- Angriff – aanval.
- Anh – zie Anhänger.
- Anhänger – aanhangwagen.
- Anstrahlen – mijn vliegtuig is beschadigd door vijandelijk vuur; term van Duitse jachtpiloten.
- Antimon – codenaam voor Duitse militaire steun om de Roemenen bij te staan in hun strijd tegen de Russische invasie van Roemenië in 1944. Zie ook Geschiedenis van Roemenië.
- Anton – codenaam voor Duitse annexatie van het onbezette Vichy-Frankrijk op 9 november 1942 na de geallieerde landingen in Noord-Afrika. Zie ook Attila.
- Anton-Nordpol – Interceptie met de AN-methode; term van Duitse jachtpiloten.
- Antreten – Aantreden, formatie voor het opstijgen van de vliegtuigen.
- Antreten XXX – Draai naar richting XXX; term van Duitse jachtpiloten.
- Arbeit macht frei – Arbeid maakt vrij; spreuk te zien in sommige concentratiekampen.
- Äquator – evenaar, in de wolken; term van Duitse jachtpiloten.
- Arbeitsgemeinschaft Rotterdam – Werkgroep op het (zie) Rotterdam Gerät.
- Armee – Leger.
- Armeeabteilung – afdeling die de bevelen coördineert tussen een Korps en een Leger, een deel van een Korpshoofdkwartier.
- Armeekorps – Legerkorps.
- Armee-Nachrichten-Führer – Verbindingsofficier van de radio-eenheid binnen het Leger, deed dienst op het hoofdkwartier van de Legerstaf.
- Armeeoberkommando – Legerbevelhebbing
- Armee-Pionier-Führer – Verbindingsofficier van de genie-eenheid binnen het Leger, deed dienst op het hoofdkwartier van de Legerstaf.
- Armee-Sanitäts-Abteilung – Medische eenheid binnen het Leger.
- Arthur – codenaam voor Duits plan om de IRA te steunen in hun strijd om Ierland in 1941.
- Artus-plan – codenaam voor een Duitse invasie van Ierland in de zomer van 1940. Dit plan zou in samenwerking met het Iers Republikeins Leger (IRA) worden uitgevoerd. De IRA was medeverantwoordelijk voor de planning.
- ARW – afkorting voor Achtradwagen, een voertuig met acht wielen.
- Aster – codenaam van de evacuatie van inwoners uit Estland door Duitse troepen in september 1941.
- Attika – codenaam voor Duits offensief in de Kaukasus met doel de stad Tuapse op 23 september 1942.
- Attila – codenaam voor Duits plan uit 1941 om het onbezette Vichy-Frankrijk te annexeren bij onverwachte situaties. zie ook Anton.
- Aufbau Ost – codenaam voor Duitse voorbereidingen voor operatie Barbarossa.
- Augsburg A/B – codenaam voor Duitse motortorpedobootoperaties voor de kust van Eastbourne (GB), in februari en maart 1941.
- Aufgelöst – ontbonden, afgeschreven.
- Aufklärung – Verduidelijking, verkenning.
- Aufklärungs-Abteilung – verkenningseenheid of bataljon, ook gebruikt om bepaalde bataljoneenheden aan te stellen.
- Aus der Traum – lett. De droom is over; een leus geschilderd door Duitse soldaten bij het einde van de oorlog, die het surrealisme van hun situatie aangaf.
- Ausführung (Ausf.) – versie, model, variant.
- Ausladung – codenaam voor Duitse aanval in Sedjenane (Tunesië) op 26 februari 1943.
- Ausland-SD – was verantwoordelijk voor het inwinnen van civiele inlichtingen buiten de grenzen van het Derde Rijk. In 1944 nam de Ausland-SD ook alle taken over van de Abwehr (militaire inlichtingendienst). Het kantoor was onderverdeeld in departementen A, B, C, D, E and F.
- Ausschreitungen – gruwelijkheden, misdaden tegen de menselijkheid, oorlogsmisdaad. Ze ook Greuelerzählungen.
- Auto – auto. Tweemotorige bommenwerper; term van Duitse jachtpiloten.
- Autobahn – autosnelweg, richting naar het dichtstbijzijnde vliegveld; term van Duitse jachtpiloten.
- Anstrahlen (ich bin angestrahlt) – vliegtuig is geraakt door vijandelijk vuur; term gebruikt door Duitse piloten.
- Auszeichnung – eerbetoon, onderscheiding.

## B
- B-Dienst – Beobachtungsdienst, interceptiedienst/crypto-analisten van de Duitse marine.
- Banditen – bandieten; 1) partizanen in bezet gebied; 2) bewaffnete Banden (z.a.); 3) Soldaten in Zivilkleidung (z.a.).
- Bär – codenaam van een Duitse aanval op de Franse Maginotlinie, op 15 juni 1940.
- Bahnhof – spoorwegstation. Thuisbasis; term van Duitse jachtpiloten.
- Bahnsteig – perron, spoorwegplatform. Landingsbaan; term van Duitse jachtpiloten.
- Bamberg – Duitse anti-partizanenoperatie in het district Bobruisk (Wit-Rusland), op 19 maart 1942.
- Batterie – batterij (artillerie).
- Baubelehrung – categorisering van schepen; wanneer een U-bootbemanning de opbouw van een nieuwe duikboot onderzocht; zie ook KLA.
- Baupionier – bouwingenieur.
- BdU – Befehlshaber der U-Boote; admiraal van de U-boten (Karl Dönitz). Zie ook FdU.
- Befehl (mv. Befehle) – bevel, commando.
- Befehlshaber der U-Boote – Zie BdU.
- Beobachtungsdienst – Zie B-Dienst.
- Beobachtungswagen – observatiewagen of verkenningswagen.
- Beowulf I – codenaam voor een Duitse invasie van de Estse eilanden in de Oostzee vanaf het Letse schiereiland Kolkasrags, in september 1941.
- Beowulf II – codenaam voor een Duits plan om de eilanden van Estland te bezetten vanaf de Estlandse kust, in geval van snelle verovering van dat land.
- Berghof – naam voor Hitlers bergwoning bij Berchtesgaden in de Beierse Alpen.
- Bergepanzer – bergingstank die beschadigde pantsers/voertuigen wegsleept.
- Berlin – operatie gericht naar het tot zinken brengen van geallieerde koopvaardijschepen in de Atlantische oceaan, door de Duitse slagschepen Scharnhorst en Gneisenau in begin 1941.
- Berühren – aanraken, in contact zijn met. Visueel contact met de vijand en binnen schietbereik; term van Duitse jachtpiloten.
- Bestrafung – codenaam voor een Duitse luchtaanval op Belgrado in april 1941.
- Beute-Panzer – buitgemaakte tank.
- Bewaffnete Banden – bandieten, gewapende bendes.
- Biber – type eenmansduikboot van het Kommando der Kleinkampfverbände.
- Birke – Duits plan om bij een Finse nederlaag hun troepen uit Finland te evacueren, in september 1944.
- Birkhahn – Duits plan om hun troepen in 1945 uit Noord-Noorwegen te evacueren.
- Birne – lamp. Identificatielichten; term van Duitse jachtpiloten.
- Blaufuchs – codenaam voor het sturen van Duitse eenheden naar Finland voor operatie Silberfuchs in juni 1941.
- Blechkoller – nervositeit onder de bemanning van U-boten veroorzaakt door aanvallen van de geallieerden met dieptebommen en dikwijls leidend tot hysterie of agressie.
- Blei – codenaam voor Duitse steun aan Roemenië in 1944.
- Blitzableiter – codenaam voor Duits onderzoek naar bacteriologische oorlogsvoering.
- Blitzkrieg – bliksemoorlog; militaire strategie waarbij men door een samenwerking van pantsertroepen met de luchtmacht snel en diep door de vijandelijke linies kon dringen om zo hun toevoerlijnen en de organisatie te ontwrichten en paniek te zaaien. Deze militaire strategie is met succes toegepast door Duitse generaals Erwin Rommel, Heinz Guderian en Erich von Manstein tijdens de Tweede Wereldoorlog waarbij hun pantserdivisies als speerpunten werden gebruikt.
- Blücher – Unternehmen Blücher, codenaam voor Duitse aanval vanuit de Krim (Rusland), via de Straat van Kertsj naar het schiereiland Koeban, in het najaar van 1942.
- Blücher II – Unternehmen Blücher II, Duits-Roemeense aanval vanuit de Krim (Rusland), via de Straat van Kerts naar het schiereiland Taman, in het najaar van 1942.
- Blücher – codenaam voor een Duits plan in voorbereiding van een offensief ten zuidwesten van de Russische stad Rzjev, najaar van 1942.
- Blume I – codenaam voor Duitse maatregelen bij een eventuele geallieerde landing in 1943 op de Franse Kanaalkust.
- Blume II – codenaam voor Duitse maatregelen bij een eventuele geallieerde landing in 1943 op de Franse Middellandsezeekust.
- Bodenplatte – codenaam voor een massaal offensief door de Duitse luchtmacht tegen de geallieerde luchtstrijdkrachten in het bevrijde deel van Europa, op 1 januari 1945.
- Börsenschluss - sluiting van de beurs. Radiostilte; term van Duitse jachtpiloten.
- Braun – codenaam voor de opbouw van Duitse troepen in Tunesië op 9 november 1942, als reactie op de geallieerde operatie (zie) Torch.
- Braun – codenaam voor een operatie van Duitse anti-partizanen in het gebied Psunj-Papuk (Joegoslavië), van 20 maart t/m 8 april 1943.
- Braunschweig – codenaam voor de aanpassing van Fall Blau op 23 juli 1942. Toevoeging van de aanvalsdoelen Stalingrad en de Kaukasus.
- Brückenschlag – codenaam voor een Duitse operatie om de Russische omsingeling van Duitse troepen in de Vesting Demjansk te doorbreken, in het voorjaar van 1942.
- Brückenleger – tank die een brug kan plaatsen.
- Brummbär – brombeer; een bijnaam voor een Duits artilleriestuk.
- Büffel – codenaam voor de evacuatie van Duitse troepen uit de Rzjev-saillant (Rusland), op 2 maart 1943.
- Bund Deutscher Mädel – vrouwelijke afdeling van de Hitlerjugend (nazi-jongerenorganisatie)
- Bundeswehr – naam voor de Duitse defensie na de val van het Derde Rijk in het Westen (tussen 1945 en 1955 was er geen Duits leger). Bestond uit de Landmacht (Heer), Luchtmacht (Luftwaffe) en Zeemacht (Kriegsmarine).
- Buntfarbenaufdruck – benaming voor de camouflagekleur met het splinterpatroon (Strich). Gezet op de Zeltbahn vanaf 1932.
- Burdock – codenaam voor Duitse anti-partizanenoperatie nabij de Russische stad, in januari 1943.
- Bürgermeister – burgemeester. Instelling van de hoogtemeter op een desbetreffende luchthaven (QFE); term van Duitse jachtpiloten.
- Bustard – codenaam voor Duitse herovering van de Kerts-landengte (Krim) ter voorbereiding op het Kaukasus-offensief, van 8 t/m 18 mei 1942.

## C
- Caruso – aanduiding van de vliegrichting; term van Duitse jachtpiloten.
- Zentimeterwellen – radarsysteem dat werkt met een cm-golflengte (lambda).
- Christbaum – kerstboom. Verlichting van een landingsbaan; term van Duitse jachtpiloten.
- Christbaum drücken – de verlichting van een landingsbaan aanschakelen; term van Duitse jachtpiloten.
- CMW – zie Centimeterwellen .
- Cerberus – codenaam voor de uitbraak van de Duitse schepen Scharnhorst, Gneisenau en Prinz Eugen uit de Franse haven Brest met als bestemming Duitsland.
- Chef des Generalstabes – Chef van de Generale Staf.
- Concentratiekamp – interneringskamp bedoeld voor de vijanden van het Derde Rijk. De bouw van concentratiekampen begon nadat Hitler aan de macht kwam. Er waren verschillende typen: werkkampen, gevangenissen en dodenkampen.

## D
- Daimler Benz (DB) – Duits producent van militair materieel.
- Deutsches Afrika Korps (DAK) – Duitse troepen die naar Noord-Afrika werden gestuurd om de Italianen bij te staan na hun verlies van Libië.
- Dezimeterwellen – radarsysteem dat werkt met dm-golflengte (lambda).
- DeTe-Gerät – afkorting voor Decimetric Telegraphy, de naam die in 1935 werd gegeven aan de toenmalige radarsystemen voor de marine. De naam werd gebruikt tot de eerste helft van de oorlog. Lees artikel Ontwikkeling van de radar in nazi-Duitsland.
- Dickes Auto – Viermotorige bommenwerper; term van Duitse jachtpiloten.
- Diogenes – De grote bunker bij Schaarsbergen (Nederland). Gedurende de Tweede Wereldoorlog was hier het hoofdkwartier van de Duitse 3e Jagddivision gevestigd, vanaf deze locatie werden Duitse nachtjagers geleid.
- Death Marches – dodenmars. Tegen het einde van de oorlog was het duidelijk dat de Duitse troepen gevangen zaten tussen de Russen in het Oosten en de geallieerden in het Westen. De nazi's dwongen de gevangen militairen (geallieerde en Russische) om naar het Westen te wandelen. Duizenden stierven tijdens deze mars door hun zwakke gezondheid en ontbering.
- DMw – zie Dezimeterwellen.
- Dora-Toni – richt u naar het GCI-station; term van Duitse jachtpiloten.
- Drahtverhau – prikkeldraadverwikkeling. Uitdrukking gebruikt door de Duitse soldaten tijdens de Eerste Wereldoorlog en de Tweede Wereldoorlog.
- Drakentanden, zie: Höckerhindernisse
- Drang nach Osten – "Doorstoot naar het Oosten" in Polen.
- Dreibein – een driepoot gebruikt bij machinegeweren (zie ook MG34)
- Düppel – een antiradartechniek waarbij door vliegtuigen grote hoeveelheden foliereepjes uitgeworpen worden, die gemaakt zijn van tin, aluminium of een kunststof met een opgedampte laag metaal. Zie ook artikel chaff.
- Ich habe Durst – ik heb dorst. Mijn brandstofpeil is laag; term van Duitse jachtpiloten.

## E
- EGz.b.V. – Einsatzgruppe zur besonderen Verwendung – SS Speciale Operatiegroep.
- Ehrenstandarte – erevlag. De vlag van een militaire eenheid.
- Eichenlaubträger – een groep eikenbladeren op de onderscheiding Ridderkruis of IJzeren Kruis.
- Eilbote – codenaam voor een Duitse aanval in januari 1943 met als doel de geallieerde posities in de Dorsale (Tunesië) op te rollen.
- Eile – haast je. Vlieg op maximumsnelheid; term van Duitse jachtpiloten.
- Einheit – eenheid, afdeling.
- Einheitsfeldmütze – legermuts. Zie ook mütze.
- Einsatz – wacht, missie, aanbeveling.
- Einsatzbereit – uitdrukking dat men klaar is voor actie.
- Einsatzgruppen – mobiele doodseskaders bestaande uit leden van de Sicherheitspolizei (Sipo), Sicherheitsdienst (SD), Ordnungspolizei (Orpo) en Waffen-SS, die de Wehrmacht volgden in het spoor van haar opmars. Deze eenheden werden ondersteund door de Duitse militaire politie of vrijwilligerseenheden (Estland, Letland, Litouwen, Oekraïne). Hun slachtoffers, hoofdzakelijk Joden, werden geëxecuteerd en in massagraven gedumpt. Naar schatting werden één miljoen Joden op deze manier gedood. Er waren vier Einsatzgruppen (A, B, C, D) dewelke werden onderverdeeld in een grootte van een compagnie (Einsatzkommandos).
- Einsatzkommando – had de grootte van een compagnie en vormen een onderdeel van Einsatzgruppen (A, B, C, D) die Joden executeerden tijdens de invasie in Rusland 1941. Zie ook Einsatzgruppen.
- Eisbär – poolbeer. Buitentemperatuur; term van Duitse jachtpiloten.
- Eisenbahn – spoorweg.
- Fahren Sie mit Eisenbahn – Neem de trein. Schakel over naar R/T-communicatie (morsecode); term van Duitse jachtpiloten.
- Eisernes Kreuz – IJzeren kruis; medaillon gegeven bij een onderscheiding na bewijs van grote moed aan het front.
- Elektra – een Duits radionavigatiesysteem.
- Emil-Emil – radarcontact; term van Duitse jachtpiloten.
- Endlösung – de eindoplossing; refereert aan de genocide gepleegd op de Joden.
- Enigma – Duits toestel ontwikkeld om draadloze radio-uitzendingen te beveiligen met een encryptiecode en te ontcijferen. De verschillende legers (Heer, Luftwaffe, Kriegsmarine) hadden elk hun eigen encryptiecode(s), die regelmatig werden veranderd tijdens de oorlog.
- Endziel – zie Endlösung.
- Englandspiel – een scenario van spionage en contraspionage tussen de Special Operation Executive (SOE) in het Verenigd Koninkrijk enerzijds en de Abwehr in nazi-Duitsland anderzijds. Een zestigtal SOE-spionnen lieten hierbij het leven.
- Ente – eend. Afstand tot het doel; term van Duitse jachtpiloten.
- Ergänzungsgruppe – expertopleidingsgroep.
- Ergänzungsstaffel – gevorderd opleidingssquadron.
- Erprobungsgruppe – operationele testgroep.
- Erprobungsstaffel – operationeel testsquadron.
- ErgGr – zie Ergänzungsgruppe.
- ErgSt – zie Ergänzungsstaffel.
- EprGr – zie Erprobungsgruppe.
- EprSt – zie Erprobungsstaffel.
- Entmenscht – onmenselijk. Zie ook Untermenschen.
- Erkennungsmarke – Identiteitsplaatje, identificatieplaatje, "dog tag". Door middel van dit plaatje (dat om de hals van een soldaat hing) kon de betreffende persoon worden geïdentificeerd wanneer hij of zij op het slagveld het leven liet. Op dit soort plaatjes stond de naam, het onderdeel en het dienstnummer van de soldaat.
- Ersatz – namaak, vervanger, reserves; reservetroepen.
- Ersatzbataillone – reservebataljons.
- Es-o-es – SOS. Ik verklaar een noodgeval; term van Duitse jachtpiloten.
- Etappendienst – Inlichtingendienst van de Kriegsmarine.
- Etappenschweine – manschappen in de achterhoede van een groep.
- Exerzierpanzer – opleidingsvoertuig.
- Express – dringend; term van Duitse jachtpiloten.
- Express-Express – vlieg op maximumsnelheid; term van Duitse jachtpiloten.

## F
- Fahnenflucht – desertie, vaandelvlucht
- Fall Blau – codenaam voor het Duitse zomeroffensief van 1942 in de zuidelijke sector van het oostfront.
- Fall Gelb – codenaam voor de Duitse invasie van Nederland, België, Luxemburg en Frankrijk in mei 1940.
- Fall Rot – codenaam voor de aanval op het restant van Frankrijk na slagen van Fall Gelb.
- Fall Weiss – codenaam voor de Duitse aanval op Polen, 1 september 1939.
- Fallschirmjäger – parachutist van de Duitse luchtlandingstroepen.
- Achten Sie auf Falschmünzer – kijk uit voor tegenmaatregelen. Opgepast voor valse bevelen; term van Duitse jachtpiloten.
- Fazan – fazant. Vijandelijk vliegtuig wordt verwacht; term van Duitse jachtpiloten.
- FdU – Führer der U-Boote – Hoofdbevelhebber (Admiraal of C-in-C) van de U-boten gebruikt na Eerste Wereldoorlog tot 1939, waarna de titel veranderde in regionaal bevelhebber.
- Feierabend – einde van de werkdag. Ik verlaat de operatie en ga terug naar de thuisbasis; term van Duitse jachtpiloten.
- Feind – vijand.
- Feindbild – vijand.
- Feindfahrt – een U-boot-term; beschrijft de oorlogspatrouilles tegen de vijand, de jacht op de geallieerde schepen.
- Feld – oorlogsgebied, veld, akker.
- Feldgendarmerie – Duitse militaire politie of veldpolitie.
- Feldgrau – veldgrijs; term die werd gebruikt om de kleur van het soldatenuniform te beschrijven.
- Feldlazarett – veldhospitaal.
- Feldpolizeibeamte – officier van de militaire politie of veldpolitie.
- Feldpostbriefe – brieven (zie ook Veldpost).
- Festung – vesting.
- Feuerzauber – vuurwerk. Vijandelijk bombardement; term van Duitse jachtpiloten. Ook codenaam voor Duitse actie om alle bruggen in en om de Italiaanse stad Florence, met uitzondering van Ponte Vecchio, op te blazen op 3 augustus 1944.
- Fi 103 – afkorting voor Fieseler 103, Zie V1.
- Flak – afkorting voor luchtafweerkanon.
- Flakpanzer – luchtafweertank.
- Flak-Zielgerät – luchtafweerrichtapparaat. Naam gebruikt voor de V1-raket.
- Flammpanzer – tank waarvan de bewapening een vlammenwerper is.
- Flammenwerfer – vlammenwerper.
- Fliegerabwehr-Abteilung – luchtafweerbataljon.
- Fliegerabwehrkanone – zie Flak.
- Flucht nach vorn – vlucht naar het front, de wil om naar de frontlinie terug te keren.
- Flugzeugabwehrkanone – zie Flak.
- Forschungsamt – Inlichtingendienst van de Luftwaffe.
- Fragezeichen – vraagteken. Niet-geïdentificeerd vliegtuig; term van Duitse jachtpiloten.
- Franktireur – terrorist; zie ook Freischärler.
- Franktireurkrieg – guerrillaoorlog.
- Freikorps – vrijwilligerskorps; zie ook Freiwillige.
- Freischärler – guerrilla. Zie ook Widerstandskräfte
- Freischärlerunwesen – guerrilla-activiteiten of terreurincidenten.
- Freiwillige – vrijwilliger.
- Freuden-Abteilung – naam voor afdelingen van vrouwen die gedwongen werden tot prostitutie.
- Frieda x mal – vlieg x hectometer lager; term van Duitse jachtpiloten.
- Fronterlebnis – frontervaring.
- Frontgemeinschaft – kameraadschap aan de frontlijn.
- Frontkämpfer – soldaat die aan de frontlijn vecht.
- Frühlingserwachen – codenaam voor het Duitse tegenoffensief in maart 1945 bij het Balatonmeer met de bedoeling Boedapest te heroveren.
- Frühlingswind – codenaam voor de Duitse aanval via de Faid-pas richting Sidi Bou Zid (Noord-Afrika), met als doel de vernietiging van het Amerikaanse 2de Korps (Kasserine). Van 14 februari t/m 23 februari 1943. Werd tegelijk uitgevoerd met operatie Morgenluft.
- FuG – afkorting voor Funkgerät. Zie Funkgerät.
- Führer – leider, een titel die werd gegeven aan Adolf Hitler. Werd ook deels gebruikt in de titels van de militaire hiërarchie.
- Führerbefehl – Bevel van de Führer (Hitler).
- FuMG – afkorting voor Funkmeßgeräte. Een radar die een antivliegtuigkanon aanstuurt. Lees ook artikel Würzburg (radar)
- Die Funkmeßgeräte der Flak
- Funkgerät – zender, ontvanger, radio, radar.
- Funke – vonk; term werd gebruikt in de radiotechnologie.
- Funker – radio-operator.
- Funkmessgerät – zie Funkgerät.
- Füsilier – een historische term die werd gegeven aan de zware infanterie-eenheden; oorspronkelijk de naam van een type vuurwapen. Tijdens de Tweede Wereldoorlog werden verkenningstaken uitgevoerd door een verkenningsbataljon uit een infanteriedivisie. Toen de Duitsers in 1943 het aantal infanteriebataljons in een divisie verminderde van 9 naar 6, namen de Füsiliers de verkenningstaken over van het verdwenen verkenningsbataljon.
- Freya radar – eerste radar in dienst genomen bij de Kriegsmarine.
- FZG-76 – afkorting voor Flak Ziel Gerät. Zie V1.

## G
- Gardine – gordijn. Mistvorming; term van Duitse jachtpiloten.
- Gartenzaun – tuinomheining. Thuisbasis; term van Duitse jachtpiloten.
- Gauleiter – gouwleider, hoofd van het regionaal bestuur.
- Gebirgsjäger – bergcommando uit de divisie bergtroepen. bergjager
- Gefallen – gevallen, gesneuveld, dood.
- Geheime Feldpolizei – geheime militaire politie, veldpolitie.
- Geheimfernschreiber – Duits toestel ontwikkeld om teletransmissieberichten over de vaste communicatieverbindingen te beveiligen met een encryptiecode en te ontcijferen. Gebruikt tussen het Opperbevel en de verschillende hoofdkwartieren ten velde.
- Gehen Sie ins Büro – Klim naar radio-/radarhoogte; term van Duitse jachtpiloten.
- GEMA – zie Gesellschaft für Elektroakustische und Mechanische Apparate.
- Gemeindepolizei – lokale politie.
- Gemeinschaft – gemeenschap, groep, gelijken.
- Generalfeldmarschall – Generaal-veldmaarschalk.
- Generalkommando – Hoofdkwartier van een Legerkorps.
- Generalstab des Heeres – Algemene Staf van de Landmacht.
- Gen.St.d.H. – zie Generalstab des Heeres.
- Gepanzert – bepantserd, bescherming met staalplaat; term gebruikt met tanks.
- Geschnauz – benaming van fronttroepen voor gemechaniseerd geschut zoals de StuG.
- Geschütz – geschut.
- Gestapo – Geheime Staatspolizei, Geheime staatspolitie van nazi-Duitsland; gecoördineerd met de Kripo onder de bevoegdheid van de Sicherheitsdienst (SD).
- Gesellschaft für Elektroakustische und Mechanische Apparate – stichting opgestart in 1934 door Dr Kühnhold ter bevordering van het elektronisch en mechanisch onderzoek.
- Gewehr – geweer.
- Gift – gif.
- Giftig – toxisch, giftig.
- Gleichschaltung – coördinatie naar nazi-idealen. Iedereen werd verwacht hetzelfde te denken als Hitler en zijn NSDAP. Wie dat niet deed, werd vaak omgebracht of op andere wijze verwijderd.
- Goldfasan – Gouden fazant. Uitdrukking voor hooggeplaatste nazipartijleden. De bruin-rode kleur van de nazi-uniformen is gelijkaardig aan de vederkleuren van een mannelijke fazant.
- Gothic Line – Duitse verdedigingslijn in Italië, ten noorden van Florence.
- Grabenkrieg – loopgravenoorlog.
- Granatwerfer – granaatwerper, mortier.
- Grenadier – traditionele term voor zware infanterie aangenomen tijdens het midden van de Tweede Wereldoorlog.
- Grenze – grens, scheiding.
- Grenzschutz – grenswacht/patrouille.
- Greuelerzählungen – gruweldaden, onmenselijkheid.
- Gröfaz – ironisch en grappig bedoelde afkorting van Größter Feldherr aller Zeiten (Grootste legerleider aller tijden), een titel gepubliceerd door de nazipropaganda ter ere van Hitler in de beginjaren van de oorlog.
- Grosse Freude – grote vreugde. Radarcontact met doel; term van Duitse jachtpiloten.
- Gruppe – groep; kon zowel groot als klein zijn.
- Gruppenstab – bevelhebbing van de groep.
- Gurttrommel 34 – magazijn met patroonband voor een machinegeweer (zie MG34).
- Gustav Line – Duitse verdedigingslijn in Italië met als centraal punt de Abdij van Monte Cassino.

## H
- HA-Sipo – zie Hauptamt Sicherheitspolizei.
- Halten – stop. Vertraag; term van Duitse jachtpiloten.
- Hakenkreuz – hakenkruis; een versie op de nazi-swastika.
- Handelsmarine – Handelsmarine; (Duitse) koopvaardijvloot.
- Hanni – vlieghoogte; term van Duitse jachtpiloten.
- Hannoversche Maschinenbau AG (Hanomag) – Duits producent van militair materieel.
- Härteübung – hardheidstraining.
- Haubitze – zwaar artilleriegeschut.
- Hauptamt Sicherheitspolizei – Hoofdkwartier van de veiligheidspolitie.
- Haus – huis. Afgelegen vliegveld; term van Duitse jachtpiloten.
- Hecht – type tweemansduikboot van het Kommando der Kleinkampfverbände.
- Heckenschützen – scherpschutter.
- Heer – Duitse landmacht.
- Heeresgruppekommando – Bevelhebbing van de Legergroep.
- Heide – geplande onderwaterzetting van de Betuwe, Nederland en het doorsteken van de Liniedijk (dijk Ochten/Kesteren), zodat het water zelfs tot het Amsterdam-Rijnkanaal zou reiken. Deze Duitse actie stond gepland voor 2 december 1944, maar werd vervangen door operatie 'Storch'.
- Heimat – thuishaven. Thuisbasis; term van Duitse jachtpiloten.
- Heimatschuß – een oorlogswond die ernstig genoeg is bevonden om een soldaat te evacueren van het front, maar die geen permanent letsel zal teweegbrengen.
- Sie sind heiser – u bent hees. Uw radio-afstemming is slecht; term van Duitse jachtpiloten.
- Heldenklau – term die werd gebruikt om manschappen uit de achterhoede naar het front te sturen.
- Herbstnebel – de hoofdkwartieren van legergroep B en het OKW kregen in 1944 beide van Hitler de opdracht om een aanvalsplan te maken voor een offensief in de Ardennen. Het aanvalsplan van legergroep B onder veldmaarschalk Walter Model kreeg de codenaam 'Herbstnebel'. Uiteindelijk werd gekozen voor het (aangepaste) aanvalsplan van het OKW.
- Herkules – codenaam voor een Duitse (nooit uitgevoerde) aanval op Malta in 1942.
- Hetzer – type tankjager.
- HGr.Kdo – zie Heeresgruppekommando.
- Hilfsfreiwillige – Vrijwilliger bij het Duits leger, vooral Russen die dienstdeden in niet-gevechtseenheden.
- Himmelfahrtskommando – zelfmoordmissie.
- Hinterhalt – hinderlaag.
- Hilfswilliger – Oost-Europees vrijwilligershelper; meestal arbeider direct verbonden aan een Duitse legereenheid.
- Himmelbett zone – controlecentrum uit de Kammhuberlinie die bestond uit een Freya-radar die een hoofdzoeklicht aanstuurde, een reeks manueel bediende zoeklichten die verspreid over de cel stonden opgesteld. Elke cel stuurde tevens één hoofdnachtjager en één stand-by-nachtjager aan.
- Hitlerjugend – Hitlerjeugd. Jongerenorganisatie van de NSDAP (nazipartij).
- HIWI – zie Hilfsfreiwillige.
- Hiwis – zie Hilfswilliger.
- HJ – zie Hitlerjugend.
- Höckerhindernisse – antitankobstakel; ook bekend als drakentanden.
- Hoheitsabzeichen – nationaal insigne (arend met swastika).
- Holzauge – houten oog. Het laatste vliegtuig in een formatie.
- Horrido – victorie; term van Duitse jachtpiloten.
- Hummel – Hommel; bijnaam voor een mobiel artilleriestuk.
- Hundehütte – hondehut; ook bekend als strafhut.

## I
- Ic-Dienst – de voorloper van de naam Sicherheitsdienst (SD), opgericht in 1931 en werkzaam vanuit een appartement met rechtstreekse rapporteerlijnen naar Heinrich Himmler. In 1933 veranderde de naam Ic-Dienst in SD-Amt.
- Indianer – vijandelijke vliegtuigen; term van Duitse jachtpiloten.
- Inspektor des Sicherheitspolizei und SD – lokale commandant die het bevel voerde over de lokale SD-kantoren (zie ook SD-Unterabschnitte en SD-Abschnitte). De Inspektor des Sicherheitspolizei und SD rapporteerde aan een dubbele bevelhebbing; de commandant van de Reichssicherheitshauptamt (RSHA) en lokale leider van de SS en politie.
- Inland-SD – was verantwoordelijk voor het inwinnen van inlichtingen binnen de grenzen van het Derde Rijk. Het kantoor was onderverdeeld in departementen A, B, C, D en E.
- Ivan – Duitse uitdrukking voor een Sovjet-soldaat.

## J
- Jabo – afkorting voor jachtbommenwerper.
- Jabostaffel – squadron jachtbommenwerpers.
- Jagd – letterlijke betekenis is jacht, meestal gebruikt tezamen met wapensystemen (bijvoorbeeld: Jagdtiger).
- Jagdbomber – zie Jabo.
- Jagdgeschwader – jachtwing met enkelmotorige jachtvliegtuigen.
- Jagdpanzer – tankjager.
- Jagd-Kommando – jachtcommando; refereert ook naar de commando-eenheden die achter de linies bleven wanneer een gebied werd ingenomen door de vijand. Het doel was om later sabotagemissies uit te voeren. Doch deze eenheden werden nooit gebruikt voor dit doel en werden ingelijfd bij de SS, waarna ze werden gebruikt als frontsoldaten in 1944-1945.
- Jäger – lichte infanterie; was dikwijls onafhankelijk of ingezet als een deel van een elite-eenheid zoals de Gebirgsjäger of Fallschirmjäger.
- Junkerschule – officiersschool.
- JG – zie Jagdeschwader.

## K
- K-Verband – zie Kleinkampfverband.
- Kadavergehorsam – absolute gehoorzaamheid, zelfs als dit tot de dood leidt.
- Kameradschaft – kleine legereenheid; ook kameraadschap tussen de soldaten. Zie ook Volkgemeinschaft.
- Kampf – strijd, gevecht, conflict.
- Kampfgeist – fighting spirit.
- Kampfgeschwader – groep bommenwerpers (vliegtuigen).
- Kampfgruppe – gevechtsgroep; formele toewijzing van een actiegroep; informele beschrijving van een gevechtseenheid met sterk gereduceerde aantallen.
- Kampfschwimmer – sabotageduiker
- Kampfzone – gevechtszone.
- Kampfwunde – gevechtswonde.
- Kapelle – kapel. Hoogte van het doel; term van Duitse jachtpiloten.
- Kapo – gevangenen in een concentratiekamp die op andere gevangenen moesten toezien. Zie ook Konzentrationslager.
- Karussel Lisa – vlieg een cirkel links; term van Duitse jachtpiloten.
- Karussel Rolf – vlieg een cirkel rechts; term van Duitse jachtpiloten.
- Kavallerie – cavalerie.
- KdF – Zie Kraft durch Freude.
- Ketten – ketting, rupsband van een pantser/tank.
- Kettenhund – uitdrukking voor een persoon bij de militaire politie. De term is afkomstig van de metalen borstplaat die de militaire politie onderscheidt van andere eenheden.
- Kettenkraftrad – een motorfiets waarvan de achteraandrijving een rupsband is.
- Kettenkrad – zie Kettenkraftrad.
- KFK – zie Küstenfischkutter.
- KG – zie Kampfgeschwader.
- Kindersärge – doodskist voor kinderen; uitdrukking gebruikt voor een kleine, houten antipersoonsmijn.
- Kino schön – goede zichtbaarheid; term van Duitse jachtpiloten.
- Kino langweilig – slechte zichtbaarheid; term van Duitse jachtpiloten.
- Kirchturm – kerktoren. Eigen hoogte; term van Duitse jachtpiloten.
- Kirchturm, gleicher – op eenzelfde hoogte als doel; term van Duitse jachtpiloten.
- KLA – een opleidingsdivisie voor de bouw van oorlogsschepen die gecontroleerd werd door de Baubelehrung. Zie ook Baubelehrung.
- Kleinkampfverband – zie Kommando der Kleinkampfverbände.
- Kleinkrieg – guerrillaoorlog.
- Knochensammlung – samenrapen van de skeletten en beenderen van dode soldaten.
- Kommandanten-Schießlehrgang – Torpedo-opleiding voor U-bootcommandanten.
- Kommando – bevelhebbing; afdeling.
- Kommando der Kleinkampfverbände – speciale eenheid van de Kriegsmarine gebruikmakend van een- en tweemansduikboten, explosieve motorboten, marinecommando- en sabotagetroepen en sabotageduikers. Vanaf januari 1944.
- Kommandogerät – analoge computer die de data van een Würzburg-radar doorgaf aan een antivliegtuigkanon (Flak).
- Kommissarbefehl – 6 juni 1941, bevel om alle politieke commissarisen in het Rode Leger te doden.
- Kompanie – compagnie, eenheid.
- Konzentrationslager – concentratiekamp.
- Knickebein – navigatiesysteem gebaseerd op radiobundels om bommenwerpers naar hun doel te leiden.
- Krad – motorfiets.
- Kradschütze(n) – gemotoriseerde soldaat.
- Kraft durch Freude – KdF. Een nazi-organisatie die onderdeel was van het Deutschen Arbeitsfront (DAF) en betaalbare vrijetijdsbesteding organiseerde. Deze organisatie werd ook gebruikt om Duitse vrijwilligers voor het Legioen Condor, vermomd als arbeiders op vakantie, te verschepen van Duitsland naar Spanje. Vertaling: Sterkte door Plezier.
- Kraft-Radfahrzeug – zie Krad.
- Kreuzung (erbitte) – ik heb een noodgeval, aanvraag tot positiebepaling via D/F-radio.
- Krieg – oorlog.
- Kriegsgefangener – oorlogsgevangene.
- Kriegsgericht – uitdrukking voor een slechte maaltijd.
- Kriegsmarine – Duitse marine.
- Kriegsneurose – oorlogsmoeheid; wekt hysterie op bij de getroffen persoon.
- Kriegsschiffbaulehrabteilung – zie KLA.
- Kriegstagebuch – oorlogsdagboek.
- Kriminalpolizei – misdaadpolitie.
- Kripo – zie Kriminalpolizei.
- Krupp (Kp) – producent van militair materieel.
- Krupp-Daimler (KD) – producent van militair materieel.
- Kübel – emmer, tobbe.
- Kübelwagen – open militair personenvoertuig.
- Kugel – kogel.
- Kugelblitz – vuurbal.
- Kurier – koerier. Vijandelijk vliegtuig; term van Duitse jachtpiloten.
- Kurier auf Stube – doelvliegtuig is binnen het bereik van een Würzburg-Riese-radar; term van Duitse jachtpiloten.
- Küstenfischkutter – patrouilleschepen met het uitzicht van een visboot. Zie ook Vorpostenboote.

## L
- Landekopf – bruggenhoofd.
- Landratsamt – burgerlijke administratie.
- Landsturm – een militie, ongeregelde soldaten.
- Landser – uitdrukking voor een infanterist. "Schütze Arsch."
- Landwehr – Territoriaal leger.
- LaS – afkorting voor Landwirtschaftlicher Schlepper ofte landbouwtraktor. Lees artikel PzKpfw I Ausf A - ohne Aufbau voor meer informatie.
- Latrinenparole – geruchten, roddel.
- laufende Nummer – serienummer.
- Lebensraum – 1) Duitsland eiste op hoge toon dat het gedane onrecht weer werd goedgemaakt en dat het als volwaardig lid opgenomen zou worden in de wereldgemeenschap. 2) Hitler besloot om met de nieuwe methode van de Blitzkrieg de nodige Lebensraum te veroveren in Rusland door Operatie Barbarossa uit te voeren in 1941 en zo Duitsland in één campagne tot de dominante supermacht van de wereld te maken.
- Lehr – demonstratie, voorbeeld; deze benaming werd gegeven aan elite-eenheden die opleiding gaven of gevormd werden uit de opleidingsmanschappen. Voorbeeld: Panzer Lehr.
- leicht – lichte klasse.
- Liechtenstein-radar – radar gemonteerd in nachtjagers, geïntroduceerd in 1941-1942.
- Linse – bepaald type motorboot van het Kommando der Kleinkampfverbände gevuld met explosieven.
- Lisa (ein mal, zwei mal, drei mal) – draai naar links 10°, 20°, 30°; term van Duitse jachtpiloten.
- LKA – afkorting voor Leichte Kampfwagen Ausland. Lees artikel PzKpfw I Ausf A - Sd.Kfz. 101 voor meer informatie.
- Lorenz Schlüsselzusatz – codeer-/decodeermachine.
- Lorenz navigation – vooroorlogse navigatiehulp voor vliegtuigen om blind te kunnen landen. De meeste Duitse luchthavens hadden dit systeem geïnstalleerd en nagenoeg alle bommenwerpers maakten er gebruik van.
- Luchs – lynx; bijnaam voor een versie van de Panzer II.
- Lucy-Anton – landing; term van Duitse jachtpiloten.
- Leuchtkugel – lichtkogel.
- Luftadler – het arendsembleem van de Luftwaffe.
- Luftwaffe – Duitse luchtmacht.
- Luftschutzpolizei – beschermingspolitie tegen luchtaanvallen.
- Lüttich – codenaam voor een Duitse tegenaanval richting Mortain, Frankrijk, in 1944 met als doel het tegenhouden van de geallieerde opmars vanuit Normandië.
- Lynx – bijnaam van de Panzerkampfwagen II, een tank.

## M
- MAN – Duitse antinazigroepering genaamd naar de MAN-fabrieken in Beieren.
- Mannschaften – opgelijste personeelsleden.
- Marschbataillone – reservebataljon.
- Maus – muis; bijnaam voor een zware tank waarvan alleen een prototype is van gemaakt.
- Marita – codenaam voor de Duitse bezetting van Griekenland. Zie ook Joegoslavische campagne, hoofdstuk "Operatie Marita".
- Martin – codenaam voor het plannen van een aanval in de Belgische Ardennen. Opdracht werd in 1944 gegeven door Hitler aan de hoofdkwartieren van legergroep B en het OKW. Het aanvalsplan van het OKW onder Gerd von Rundstedt kreeg de codenaam Martin, die na enige aanpassing werd gekozen. De operatie zou van start gaan onder de naam Wacht am Rhein.
- Maybach (M) – bedrijf dat veel Duitse tankmotoren ontwikkelde.
- Maschinenfabrik Augsburg-Nürnberg (MAN AG) – Duits leverancier van vrachtwagens.
- Maschinenfabrik Niedersachsen Hannover (MNH) – producent van tanks.
- Maschinengewehr (MG) – machinegeweer.
- Maschinenpistole (MP) – machinepistool.
- Maskerade – donderstorm; term van Duitse jachtpiloten.
- Mauerblume – muurbloem; in contact met het doel; term van Duitse jachtpiloten.
- MEK – Marine Einsatz Kommando. Commando- en/of sabotage-eenheid van het Kommando der Kleinkampfverbände.
- Merkur – codenaam voor de Duitse verovering van Kreta tussen 20 mei en met 1 juni 1941. Zie Landing op Kreta
- Mine (mv. Minen) – antipersoonsmijn, tankmijn of bootmijn. Zie Mijn (explosief)
- Minensuchboote (M-boats) – schip, mijnenjager.
- Mißliebige – onwenselijk.
- Möbelwagen – meubelwagen. Eigen tweemotorig jachtvliegtuig; term van Duitse jachtpiloten.
- Molch – type eenmansduikboot van het Kommando der Kleinkampfverbände.
- Morgenluft – Duitse aanval via Gafsa richting de Kasserine pas, Noord-Afrika, met als doel het vernietigen van het Amerikaanse 2de Korps tussen 16 februari t/m 23 februari 1943. De operatie werd tegelijk uitgevoerd met operatie Frühlingswind.
- Munitionsschlepper – munitie-tank.
- Mütze – kleine hoed, muts, hoofddeksel voor militair.

## N
- Nachricht(en) – Communicatie, nieuws, radiotransmissie.
- Nachrichten-Versuchsabteilung – afdelingen verantwoordelijk voor het testen van communicatiemateriaal. Was gelegen te Kiel.
- Nacht und Nebel – Uitdrukking voor gevangenen die werden geëlimineerd zonder sporen na te laten.
- Nachtjagdgeschwader – Een wing nachtjagers, vliegtuig.
- Nahverteidigungswaffe – Defensiewapen; een eenheid die aansloot bij de pantsers om samen aan te vallen.
- Nashorn – Neushoorn, bijnaam voor een antitankwapen.
- Nationalsozialistische Deutsche Arbeiterpartei – Nationaalsocialistische Duitse Arbeiderspartij, nazi-organisatie.
- Nationalsozialistische Führungsoffiziere – Nationaal Socialistische Leidingsofficieren; onderdeel van nazipartij.
- Nationalsozialistische Volksfürsorge – Nationaal Socialistische Welzijnscentra.
- Naxos – radardetectiesysteem (FuG 350); Naxos Z en Naxos ZR werden ontwikkeld voor nachtjagers; Naxos U werd geïnstalleerd in de U-boten.
- Nb.W – afkorting voor Nebelwerfer; een raketinstallatie met meerdere kanonslopen om rookprojectielen of explosieven af te vuren.
- Nebelwerfer – Zie Nb.W
- Nero – codenaam voor een bevel van Adolf Hitler tijdens de laatste dagen van het Derde Rijk om de vernietiging te starten van de ganse Duitse industriële infrastructuur.
- NJG – zie Nachtjagdgeschwader.
- Norden – Noorden, windrichting.
- Nordpol – noordpool. Ik ben boven de wolken; term van Duitse jachtpiloten. Zie ook Südpol.
- Nordwind – Codenaam voor een Duitse tegenaanval in Elzas-Lotharingen die begon op 1 januari 1945.
- NSDAP – Zie Nationalsozialistische Deutsche Arbeiterpartei.
- NSFO – Zie Nationalsozialistische Führungsoffiziere.
- NSV – Zie Nationalsozialistische Volksfürsorge.
- Nr – Nummer, gebruikt om het hoofdkwartier aan te duiden volgens de normale procedure om infanteriedivisies te nummeren. De nummering was meestal een divisie op papier en vele werden later omgevormd tot normale divisies (Pantser of Bergtroepen) die de nummering van infanteriedivisies niet volgden.
- NVA – zie Nachrichten-Versuchsabteilung.

## O
- Ob.d.H. – Opperbevelhebber van het Leger.
- Ober – hoger; deel van een militaire rang (bijvoorbeeld: Oberleutnant).
- Oberst – Duitse benaming van de militaire rang kolonel.
- Oberbefehlshaber des Heeres – zie Ob.d.H.
- Oberkommando des Heeres – Opperbevel/staf van de landmacht.
- Oberkommando der Kriegsmarine – Opperbevel/staf van de marine.
- Oberkommando der Luftwaffe – Opperbevel/staf van de luchtmacht.
- Oberkommando der Wehrmacht – Opperbevel/staf van de krijgsmacht.
- Ochsenkopf – codenaam voor een Duitse aanval, tussen 26 februari t/m 19 maart 1943, aan de grens van Algerije en Tunesië, om een geallieerde aanval vanuit de Algerije te verhinderen.
- Offizierslager (Oflag) – Duits gevangenkamp voor geallieerde officieren.
- Oflag – zie Offizierslager.
- OKH – zie Oberkommando des Heeres.
- OKL – zie Oberkommando der Luftwaffe.
- OKM – zie Oberkommando der Kriegsmarine.
- OKW – zie Oberkommando der Wehrmacht.
- Ordnungspolizei – oproerpolitie.
- Orkan – storm, orkaan. Doelsnelheid; term van Duitse jachtpiloten.
- Orpo – zie Ordnungspolizei.
- Ortskampf – gevecht in een stad, schermutselingen.
- Ostarbeiter – dwangarbeider uit Oost-Europa.
- Ostbataillone – bataljons van (vooral) Sovjet-onderdanen in dienst van het Duitse leger.
- Osten – Oosten, windrichting.
- Ostjuden – Joden in Polen.
- Ostmark – naam van het land Oostenrijk na de annexatie (Anschluss) door het Derde Rijk.
- Ostpreußen – een provincie in het Oosten (Pruisen).
- Otto-otto – doel in zicht; term van Duitse jachtpiloten.

## P
- PaK – afkorting voor Panzerabwehrkanone, antitankwapen. Zie categorie:Wapen in de Tweede Wereldoorlog.
- Panje – paardenwagen, koets, aanhangwagen.
- Panther – bijnaam van de Panzerkampfwagen V Panther, een tank.
- Panzer – tank.
- Panzerabwehrkanone – zie PaK.
- Panzerbefehlswagen – pantser van de commandant in een tankeenheid. Lees artikel Kleine Panzerbefehlswagen - Sd.Kfz. 265.
- Panzer-Division – tankdivisie.
- Panzerfaust – een licht draagbaar antitankwapen van de infanterie dat een granaat met raketvoortstuwing afvuurt.
- Panzerschreck – een zwaar infanterie-antitankwapen. Gebaseerd op de Amerikaanse Bazooka.
- Panzergrenadier – gemechaniseerde infanterie.
- Panzerjäger – tankjager, mobiel antitankwapen. Lees artikel PzKpfw I Ausf B - 4,7cm PaK(t) (Sf).
- Panzerkampfwagen – tank. Zie categorie:Duitse tank in de Tweede Wereldoorlog.
- Panzerkanone – zie PaK.
- Panzerschiffe – vestzakslagschip van de Deutschland-klasse.
- Panzerzerstörer – tankvernietiger; naam werd soms gegeven om het moreel van eenheden op te krikken.
- Pauke-pauke – keteldrum. Ik ben in de aanval; term van Duitse jachtpiloten.
- Paukenschlag – codenaam voor Duitse onderzeebootacties langs de Oostkust van de Verenigde Staten tegen de geallieerde koopvaardijschepen, januari 1942.
- Paula – positielichten; term van Duitse jachtpiloten.
- Pause – pauze. Strijd blijft duren; term van Duitse jachtpiloten.
- Pionier – geniesoldaat.
- Pferd – paard. Vliegtuigmotor; term van Duitse jachtpiloten.
- Pferd lahmt – paard loopt mank. Vliegtuigmotor is stuk; term van Duitse jachtpiloten.
- Pionier (mv. Pioniere) – geniesoldaat.
- Porsche (P) – producent van tanks en ander militair materieel.
- Puma – bijnaam van de Sd.Kfz 234/2 pantserwagen.
- Pz.Bef.Wg – zie Panzerbefehlswagen.
- PzKpfw – zie Panzerkampfwagen.

## Q
- Quelle – bron. Positie; term van Duitse jachtpiloten.
- Quist – producent van Duitse legerhelmen tijdens en na de Tweede Wereldoorlog.

## R
- RAD – Reichsarbeitsdienst, verplichte arbeid in nazi-Duitsland. Zie ook Arbeidsinzet.
- Radikale Niederwerfung – gewetensloze onderdrukking.
- Radfahrer – wielrenner. Eigen eenmotorig vliegtuig; term van Duitse jachtpiloten.
- Rasputitsa – uitdrukking voor het natte en modderige landschap in Rusland.
- Raumboote (R-Boote) – kleine mijnenvegers, schip.
- Reich – Rijk. Lees artikel Derde Rijk.
- Reichsarbeitsdienst – zie RAD.
- Reichsbahn – de Duitse Spoorwegen. Zie Deutsche Reichsbahn.
- Reichsführer-SS – SS-leiding binnen het Derde Rijk, kantoor gehouden door Heinrich Himmler.
- Reichsluftfahrtministerium – Rijksministerie van Luchtvaart.
- Reichssicherheitshauptamt – Hoofdkwartier van de Rijksveiligheidsdienst; organisatie opgericht door Heinrich Himmler om alle Duitse veiligheids- en politiediensten te coördineren, inbegrepen de Gestapo, Kripo en SD.
- Reichswehr – naam voor de Duitse Defensiekrachten tussen 1918 tot 1935 in de Weimarrepubliek.
- Reise-reise – breek missie af en keer terug naar de thuisbasis; term van Duitse jachtpiloten.
- Reissen und scheissen – uitdrukking een speciale aanvalstactiek om in een boog te lopen.
- Reiter – cavalerie.
- Ricardus – zeg opnieuw; term van Duitse jachtpiloten.
- Richard – begin met een halve bocht naar rechts; term van Duitse jachtpiloten.
- Ritterkreuz des Eisernen Kreuzes – Ridderkruis van het IJzeren Kruis; onderscheiding bij heldhaftig vertoon bestemd voor personen die reeds voordien de onderscheiding IJzeren Kruis hadden ontvangen. 7318 onderscheidingen werden tijdens de Tweede Wereldoorlog uitgedeeld.
- Ritterkreuzträger – persoon die de onderscheiding Ridderkruis van het IJzeren Kruis heeft ontvangen.
- RLM – zie Reichsluftfahrtministerium.
- Rolf – draai 10° naar rechts; term van Duitse jachtpiloten.
- Rolf, Rolf – draai 20° naar rechts; term van Duitse jachtpiloten.
- Rolf, Rolf Rolf – draai 30° naar rechts; term van Duitse jachtpiloten.
- Rollbahn – taxiweg; term van Duitse jachtpiloten.
- Rollkommando – kleine eenheid.
- Rommelspargel – asperges van Rommel. Naam gegeven aan verdedigingsobstakels met prikkeldraad die achter de kustlijn van Normandië werden gezet om de landing van vijandelijke zweefvliegtuigen te beletten.
- Rotes Kreuz – Rode Kruis.
- Rotterdam Gerät – Duitse benaming voor een Brits voorwerp gevonden in het wrak van een neergeschoten Pathfinder Stirling op 2 februari 1943 nabij Hardinxveld-Giesendam (Rotterdam), Nederland. Het voorwerp was een H2S-luchtradar. Zie ook artikel Naxos-radardetector.
- RSHA – zie Reichssicherheitshauptamt.
- Rübezahl – transfer van het ene Y-station naar het andere; term van Duitse jachtpiloten.
- Rutsch – slede. Landing met de wielen omhoog; term van Duitse jachtpiloten.

## S
- S-Mine – antipersoneelsmijn.
- SA – zie Sturmabteilung.
- Salto Lisa – vlieg een snelle 360° bocht links; term van Duitse jachtpiloten.
- Salto Rolf – vlieg een snelle 360° bocht rechts; term van Duitse jachtpiloten.
- Sanitäts- – medische eenheid of medisch personeel
- Sanka – afkorting voor Sanitätskraftfahrtzeug, een Duitse veldambulance.
- Saukopf – varkenshoofd, gebruikt om de vorm van een kanonsbevestiging aan te duiden.
- S-Boot – afkorting van "Schnellboot", torpedoboot.
- Schanzzeug – pioniergereedschap; ook uitdrukking voor vork en mes.
- Schatten – schaduw; term gebruikt om het hoofdkwartier van een divisie die slechts enkele gevechtseenheden omvatte aan te duiden, meestal bedoeld om de vijandelijke intelligentiediensten te misleiden.
- Schlacht – slag.
- Schlachtschiff – slagschip.
- schnell – snel.
- Schnellboot – een Duitse torpedoboot.
- Schnelltruppen – gemechaniseerde troepen, kunnen zowel pantsers of infanterietroepen zijn.
- Schraube, grosse – een hoofdradiostation; term van Duitse jachtpiloten.
- Schraube, kleine – een radiostation; term van Duitse jachtpiloten.
- Schrecklichkeit – de burgerbevolking terroriseren.
- Schütze – schutter.
- Schützenpanzerwagen – bepantserd halfrupsvoertuig ter vervoer van de infanterietroepen.
- Schutzhaft – administratieve aanhouding. Het vasthouden van mensen zonder gerechtelijke uitspraak.
- Schutzhaftbefehl – document/bevel tot opsluiting; document dat een persoon ondertekend om vrijwillig opgesloten te worden. Meestal werd de handtekening door middel van foltering verkregen.
- Schürzen – benaming voor op afstand gemonteerde platen die op de pantservoertuigen werden geïnstalleerd om zo extra bescherming te bieden tegen Russische antitankwapens, zoals de PTRS-41.
- Schutzstaffel (SS) – Een paramilitaire organisatie binnen de nazi-partij. De NSDAP beschouwde de SS als elite-eenheden en hun persoonlijk leger. De SS had zijn eigen insignes, uniformen en militaire rangen.
- Schwadron – squadron; gebruikt in de cavalerie; een squadron had de grootte van een compagnie.
- Schwarze Kapelle – Zwart Orkest; een term gebruikt voor de samenzweerders in het Duitse leger die een aanslag pleegden tegen Hitler op 20 juli 1944. Zie ook Aanslag op Hitler.
- Schweinereien – misdaden tegen de burgerbevolking.
- Schwer – zwaar.
- Schwerer Kreuzer – zware kruiser.
- Schwimmpanzer – amfibietank, tank die kan drijven en voortbewegen in water.
- Sd.Kfz. – zie Sonderkraftfahrzeug.
- SD – zie Sicherheitsdienst.
- SD-Unterabschnitte – klein SD-kantoor in een lokale afdeling van nazi-Duitsland.
- SD-abschnitte – groot lokaal SD-kantoor in een lokale afdeling van nazi-Duitsland.
- Seehund – type tweemansduikboot van het Kommando der Kleinkampfverbände.
- Seekriegsleitung – opperbevel van de Kriegsmarine.
- Seelöwe – Codenaam voor de Duitse invasie van Groot-Brittannië. Werd nooit uitgevoerd.
- Seitengewehr – bajonet.
- Seitensprung x Lisa/Rolf – Draai x° naar links/rechts, houd deze richting 10 seconden aan en draai terug naar oorspronkelijke richting.
- Selbstfahrlafette – gemechaniseerd geschut.
- Selbstschutz – etnische Duitse burgermilitie.
- Sicherheitsdienst (SD) – de Veiligheidsdienst van de nazipartij verantwoordelijk voor het verzamelen van inlichtingen en contraspionage. Deel van de RSHA.
- Sicherheitspolizei – Duitse politie. Er bestonden twee afdelingen: de Kripo en Gestapo.
- Sicherungsflottillen – escorte-schepen; ook bekend als paramilitaire organisatie van ex-soldaten die als lijfwachten fungeerden voor de nazipartijleden. Ze stonden ook bekend als de bruinhemden.
- Sieg Heil – victorie; term van Duitse jachtpiloten (tot 1944, daarna Horrido). Zie ook Hitlergroet.
- Siegfried x – klim x hectometer; term van Duitse jachtpiloten
- Siegrunen – de naam van het dubbel S-kenteken van de SS-organisatie.
- Silberfuchs – Duits offensief vanuit Noord-Finland, dat van start ging op 29 juni 1941 met de bedoeling om Moermansk te veroveren. De operatie faalde.
- Sipo – zie Sicherheitspolizei.
- Sippenhaftung – de gewoonte om familieleden te arresteren van iemand die zich schuldig maakte aan politieke acties of verraad.
- SKL – zie Seekriegsleitung.
- Soldat – soldaat; dienstplichtige.
- Soldaten in Zivilkleidung – soldaten in burgerkleding. Zie ook Franktireure.
- Soldbuch – soldijboekje gedragen door elk soldaat van het Duitse leger. In het boekje werden gegevens genoteerd over onder meer de legereenheid en de verstrekte uitrusting.
- Sommernachtstraum – Duitse aanval op vermeende Britse bevooradingsdepots nabij Bir Khirreigat, Egypte, begin september 1941. De Duitse generaal Rommel ontsnapte tijdens deze actie nipt aan de gevangenschap.
- Sonnenblume – Aankomst van Duitse troepen in Libië in maart 1941, met als doel het Italiaanse leger te behoeden voor een totale vernietiging in Noord-Afrika.
- Sonderbehandlung – speciale behandeling; een nazi-uitdrukking voor marteling of het doden van personen in gevangenschap.
- Sonderfahndungslisten – gezochte personen.
- Sonderkommando –
  - speciale eenheid; een officiële term die werd gebruikt voor buitenlandse SS-eenheden die hun dienst uitvoerden in de door Duitsland bezette gebieden. Ze waren verantwoordelijk voor de liquidatie van personen die tegen het nazi-regime waren: Sonderkommando (veldfunctie).
  - speciale eenheid; een officiële term die werd gebruikt voor SD-eenheden die in opdracht van de nazi-top geheime opdrachten binnen dan wel buiten Duitsland uitvoerden, zoals de overval in Gleiwitz.
  - speciale eenheid; een officiële term die werd gebruikt voor joodse gevangenen die in de vernietigingskampen de lichamen van vergaste Joden uit de gaskamers in de verbrandingsoven moesten stoppen, en de as in kuilen moesten storten: Sonderkommando (kampfunctie).
- Sonderkraftfahrzeug – voertuig voor speciale doeleinden, voornamelijk gepantserde halfrupsvoertuigen voor infanterie-transport. Meestal werd de afkorting Sd.Kfz. gebruikt tezamen met een inventarisatienummer.
- Sonderreferat – speciale administratieve sectie.
- Späher – verkenner.
- Spähwagen – verkenningsvoertuig.
- Spandau – benaming van fronttroepen voor Duitse machinegeweren als de MG08 en MG42 die in Berlijn-Spandau werden gefabriceerd.
- Sperrschule – opleidingsschool gespecialiseerd in het leggen van mijnen te Kiel-Wik, Duitsland.
- Spieß – omgangstaal voor de hoogste onderofficier in een compagnie, meestal de Hauptfeldwebel.
- SPW – zie Schützenpanzerwagen.
- SS – zie Schutzstaffel.
- SSTV – afkorting voor de SS-eenheid SS-Totenkopfverbände.
- SS-Verfügungstruppen – de naam die de Waffen-SS verving begin 1940; zie Verfügungstruppen.
- Stab (mv. Stäbe) – hoofdkwartier of staf.
- Stabsfeldwebel – staf sergeant.
- Stacheldraht – prikkeldraad. Luchtpatrouille in een vooropgesteld gebied; term van Duitse jachtpiloten.
- Stadtkommandant – militair commandant van een stad.
- Staffel – squadron; de kleinste operationele luchteenheid.
- Stafette – afloswedstrijd. Aflosvliegtuig; term van Duitse jachtpiloten.
- Stahlhelm – stalen helm, nationalistische organisatie.
- Stalag – acroniem voor Stammlager, een Duits kamp voor krijgsgevangen soldaten (maar niet voor officieren).
- Standarte – SS-eenheid die equivalent is aan een regiment.
- Stange – inzet. Verticaal zoeklicht op een vliegveld; term van Duitse jachtpiloten.
- Stange setzen – Verticaal zoeklicht op een vliegveld aanschakelen; term van Duitse jachtpiloten.
- Steinbock – Duits offensief om London te bombarderen, de 1ste luchtaanval vond plaats in de nacht van 21 op 22 januari 1944.
- Stern leuchtet – de ster schijnt. Het IFF-systeem (identificatie-vriend-vijand) is aangeschakeld.
- Storch – codenaam voor een Duitse operatie voor de onderwaterzetting van de Betuwe (grofweg het gedeelte tussen Rijn en Waal) op 2 december 1944.
- Stielhandgranate – handgranaat.
- Stellung – positie.
- Stoßtruppen – stoottroepen, stormfusiliers.
- Stube – kamer. Gebied van een Himmelbetstation; term van Duitse jachtpiloten.
- StuG – zie Sturmgeschütz.
- Stuka – acroniem voor Sturzkampfflugzeug, een Duitse duikbommenwerper. Naam gebruikt voor de JU-87-duikbommenwerper (Junkers Ju 87) die in het begin van de oorlog werd gebruikt.
- Stukageschwader – een luchteenheid van Ju-87-vliegtuigen.
- Sturm – aanval.
- Sturmabteilung (SA) – stoottroepen die geen deel uitmaken van het Duits leger. Ze waren gebruikt door Hitler in de beginjaren van de nazipartij als persoonlijk leger. Ze stonden bekend als de Bruinhemden.
- Sturmbann – een bataljon; gebruikt door de SA en SS eenheden tot 1940.
- Sturmgeschütz – mobiel aanvalskanon.
- Sturmgewehr – aanvalsgeweer.
- Süden – zuiden.
- Südpol – zuidpool. Beneden de wolken; term van Duitse jachtpiloten. Zie ook Nordpol.
- Swastika – Zie Hakenkreuz.

## T
- Tampen – vlieg richting xxx; term van Duitse jachtpiloten.
- Taub – doof. Kan je niet verstaan; term van Duitse jachtpiloten.
- Tauchpanzer – tank die kan waden/duiken.
- Teilkommando – kleine bevelhebbingsgroep.
- Termin – eindtermijn. Beschikbare brandstof; term van Duitse jachtpiloten.
- Tiefe trauer – groot verdriet. Radarcontact is verbroken; term van Duitse jachtpiloten.
- Tiger – bijnaam gegeven aan Panzerkampfwagen VI, ook bekend als Panzer VI. De tankseries Tiger I en Tiger II, als de Jagdtiger en Sturmtiger, werden gebouwd op hetzelfde chassis.
- Tommy – Duitse uitdrukking voor een Brits soldaat.
- Tropenhelm – tropenhelm; gebruikt door het Afrika Korps.
- tot – dood.
- Totenkopf – doodskop.
- Totenkopfverbände – doodskopeenheden, waren de bewakers in de concentratiekampen maar werden later de eerste divisie van Waffen-SS.
- Totenkopfwachsturmbanne – bewakers van de concentratiekampen tijdens de Tweede Wereldoorlog.
- Truppenamt – de geheime Duitse bevelhebbing na het Verdrag van Versailles.
- Tuba – tuba. Aanvraag van het interceptievector; term van Duitse jachtpiloten.

## U
- UAA – zie U-Fahrausbildungslehrgang.
- U-Boot – zie Unterseeboot.
- U-bootjäger – groep trawlers gebouwd voor antiduikbootoperaties.
- U-Fahrausbildungslehrgang – opleidingsschool waar duikbootpersoneel werd opgeleid.
- U-Lehrdivision – Opleidingsdivisie voor duikboten. Zie ook Kommandanten-Schießlehrgang.
- ULD – zie U-Lehrdivision.
- Untermenschen – de mensen die de nazi’s minderwaardig vonden. Zie ook entmenscht.
- Unteroffiziere – onderofficier.
- Unterführer – onderofficier.
- Unterseeboot – onderzeeboot.
- Untreu werden – ondankbaar worden. Schakel over naar de frequentie van de luchtverkeersleiding; term van Duitse jachtpiloten.
- Urlaub – vakantie, verlof.

## V
- V1 – een van de eerste kruisvluchtwapens, een op afstand bestuurd vliegtuig met bomlading en aangedreven door een straalmotor met 850 kg explosieven en een bereik van meer dan 200 kilometer.
- V2 raket – Ook bekend als de A4, is de opvolger van het V1-vliegtuig en had een groter bereik (320 km), is aangedreven door vloeibaar zuurstof en alcohol. De V2 droeg 975 kg explosieven.
- V-3 kanon – wapen om patronen van 10 kg af te vuren met een reikwijdte van 93 km. Werd nooit succesvol toegepast daar de meeste installaties vernietigd werden door de geallieerden.
- V-Leute – Vertrauensleute, informant van de Sicherheitsdienst (SD).
- Venezie – Duitse aanval met als doel het doorbreken van de Gazala-linie en de verovering van Tobruk (Libië), van 21 januari t/m februari 1942.
- Verband – formatie (van een bataljon tot een brigade).
- verdächtige Elemente/Personen – verdachte persoon.
- Verfügungstruppe – eigenlijk "SS-Verfügungstruppe", eenheden gecreëerd uit paramilitaire en contrarevolutionaire groeperingen, later deel van de Waffen-SS.
- Vergeltungsmaßnahmen – vergeldingsmaatregelen.
- Vergeltungswaffe – zie V1, V2 of V3
- Vernichtungskrieg – uitroeiingsoorlog tegen de Russische burgerbevolking.
- Vernichtungslager – vernietigingskamp.
- Versuchskonstruktion – prototype
- Vichy-Frankrijk – Frans regime opgezet in de stad Vichy onder Maarschalk Pétain die collaboreerde met de Duitsers na de val van Frankrijk in 1940. De Vichy-regering regeerde over Zuid-Frankrijk tot zijn ontbinding in 1944.
- Victor – begrepen; term van Duitse jachtpiloten.
- Völkisch – een adjectief gebruikt om de nationalistiche, racistische ideologie van de nazi te beschrijven dewelke mensen onderverdeelde in het puur Arische ras en rasvreemde Untermenschen.
- Völkischer Beobachter – de officiële krant van de NSDAP (nazipartij).
- Volksdeutsche (Volksduitsers) – etnische Duitsers, in tegenstelling to "Reichsdeutsche" (Rijksduitsers, burgers van het Rijk).
- Volksgrenadier – een huldiging aan de infanterie om hun moraal op te bouwen tijdens de laatste oorlogsmaanden.
- Volkssturm – semi-militair verdedigingsleger, bestaande uit jongens en oudere mensen.
- Volkstumskampf – etnische strijd.
- Vorhang – gordijn. Plafond; term van Duitse jachtpiloten.
- Vorpostenboote – kustwacht met materieel om antiduikboot- en mijnenvegeroperaties uitvoeren. Ook bekend als Küstenfischkutter (KFK) omdat de schepen werden gebaseerd op een visbootontwerp.
- Vorzimmer – wachtgebied voor een vliegveld; term van Duitse jachtpiloten.

## W
- Wabos – uitdrukking in de duikbootwereld, staat voor wasserbomben of dieptebommen.
- Wache – wacht.
- Waffen – wapens.
- Waffen-SS – gevechtseenheid van de SS.
- Wagen – voertuig, auto.
- Wegtreten! - ingerukt!
- Wehrkraftzersetzung – de vechtlust van manschappen ondermijnen.
- Wehrkreis – Duits militair district in een belangrijke stad.
- Wehrmacht – Duits Defensiemacht - opvolger van de Reichswehr, in het Derde Rijk met drie strekkingen: de Heer (Landmacht), de Luftwaffe (Luchtmacht) en de Kriegsmarine (Marine).
- Wehrmachtsführungsstab – Bevelhebbing van de Defensiekrachten.
- Wehrmachtsadler – kenteken van de Wehrmacht in de vorm van een arend.
- Wehrmachtsgefolge – ondersteuningseenheden van de Defensiekrachten. Eenheden die geen officieel deel uitmaken van de Defensiekrachten doch een belangrijk steun vormden. Ze kregen bescherming via de Conventie van Genève. Het betrof de organisaties Reichsarbeitsdienst, NSKK, Organization Todt en de Volkssturm.
- Welle aktiv – radioactief; term van Duitse jachtpiloten.
- Werwolf – Duitse guerrilla-eenheden die achter de linies van de geallieerden opereerden. Aanvankelijk werden deze groepen ingedeeld in de Jagd-Kommando-eenheden van Otto Skorzeny maar later werden ze ingedeeld bij Joseph Goebbels als propaganda-thema tegen de geallieerde invasie.
- Wespe – Wesp, een mobiel 105mm-artilleriekanon gemonteerd op een Panzer II chassis.
- Widerstandskräfte – opstandelingen, verzetsstrijders. Zie Freischärler.
- Wiedergutmachung – Duitse herstelbetalingen na de oorlog.
- Wilhelm Gustloff – Duits hospitaalship gezonken door een Russisch duikboot op 30 januari 1945. Het zinken van de Wilhelm Gustloff is het dodelijkst ongeval in de marinegeschiedenis. Tussen de 6000 en 10.000 mensen werden gedood, de meeste burgers en gewonde Duitse soldaten.
- Wismar Aktion – naam voor de noodmaatregelen die het Duits leger trof na de Bruneval Raid om alle radarsystemen een variabel frequentiebereik te geven.
- Wolfsschanze – het hol van de Leeuw, een codenaam voor Hitlers hoofdkwartier nabij Rastenburg in Oost-Pruisen.
- Wotan – alternatieve naam voor het Y-Gerät radionavigatiesysteem.
- Würzburg radar – Duitse radar die in dienst kwam in 1940. Meer dan 3000 stuks werden gebouwd (varianten inbegrepen).

## X
- X-Gerät – naam van een navigatiesysteem voor Duitse vliegtuigen die "X"-stralen gebruikte.

## Y
- Y-Gerät – naam van een navigatiesysteem voor Duitse vliegtuigen met een zendstation die een directionele straal uitstuurde die door de bommenwerpers werd teruggestuurd. Men kon zo de afstand bepalen en het signaal geven wanneer de bommen moesten worden gelost.

## Z
- Z3 computer – ontworpen door Konrad Zuse in 1941 en vernietigd tijdens een bombardement in 1944.
- Z-boot – zie Zerstörer
- z.V. - zur Vergeltung (ter vergelding).
- Zeltbahn – een driehoekig of vierkant zeil gemaakt uit waterafstotend katoen. Het kon worden gebruikt als een poncho of met andere Zeltbahnen samengespannen worden om een tent te bouwen. Ook bekend als Zeltplane.
- Zeltplane – zie Zeltbahn.
- Zentralstelle II P – Centraal Kantoor II P (Polen).
- Zeppelin – Geallieerd plan om bij de Duitsers de illusie te wekken, dat er in het voorjaar van 1944, amfibische landingen in Zuid-Frankrijk en de Balkan zouden plaatsvinden.
- Zerstörer – 1) zwaar jachtvliegtuig (voorbeelden: Bf 110 of Me 410); 2) torpedobootjager.
- Zerstörergruppe – groep met zware jachtvliegtuigen.
- ZG – zie Zerstörergeschwader.
- ZGr – zie Zerstörergruppe.
- Ziel – doel, objectief.
- Zigeuner – geallieerde nachtjager; term van Duitse jachtpiloten.
- Zimmerit – een anti-magnetische substantie die op Duitse voertuigen werd gesmeerd als reactie tegen de geallieerde magneetmijnen. Het werd gebruikt vanaf de zomer van 1943 tot midden 1944.
- Zirkus über – verzamel boven een geografisch punt of radiobaken; term van Duitse jachtpiloten.
- Zitadelle – codenaam voor een Duitse tankaanval te Koersk, Rusland. Zie Slag om Koersk.
- Zucker – suiker. Ik heb ijsvorming; term van Duitse jachtpiloten.
- Zur besonderen Verwendung (z.b.V.) – afkorting voor speciaal gebruik. Meestal aangewend voor moordcommando’s, maar ook voor divisies met speciale opdrachten. Voorbeeld: Duitse Divisie z.b.V. Afrika = Afrikakorps onder leiding van Generaal Rommel.
- Zyklon B – commerciële naam voor het gas dat werd gebruikt in de gaskamers van de vernietigingskampen.